# تلویزیون واقع‌نما
تلویزیون واقع‌نما (به انگلیسی: Reality television) از انواع برنامه‌های زندهٔ تلویزیونی است که بخش‌هایی از زندگی آدم‌های واقعی را دنبال می‌کند.
این گونه از مجموعه‌های تلویزیونی از سال ۲۰۰۰ ابتدا در تلویزیون‌های آمریکا و بعد در دیگر کشورهای جهان رواج یافت. شبکه تلویزیونی ام تی وی (MTV) یکی از پیشگامان در عرصهٔ سریال‌های واقع‌نما بوده و هست.
برخی مسابقه‌ها و برنامه‌های گفتگومحور که براساس طرحی مشخص ولی بدون فیلمنامهٔ مدون تهیه شده باشند نیز از زمرهٔ واقع‌نماها به‌شمار می‌آیند.
در این گونه برنامه‌ها، به‌جای هنرپیشه‌های حرفه‌ای و تعلیم‌دیده، مردم عادی، دانشجویان، دانشمندان جوان یا اعضای یک خانواده یا گروه‌های دوستی حضور دارند که در موقعیت‌های ویژه و تجربه‌نشده‌ای قرار می‌گیرند و فعالیت و عکس‌العمل واقعی آنان در آن موقعیت‌ها به تصویر کشیده می‌شود. این موقعیت‌های خاص و شرایطی که شرکت‌کنندگان در این برنامه با آن درگیر هستند و وظایفی که باید انجام دهند، از قبل توسط تیم تولید برنامه طراحی شده‌است، اما آنچه شرکت‌کنندگان انجام می‌دهند براساس متن ازپیش‌نوشته‌شده و سناریو نیست، بلکه عمل و عکس‌العمل طبیعی آن‌ها در آن شرایط است و به همین سبب است که این ژانر Reality show نامیده می‌شود.
سریال‌های واقع‌نما (Reality-TV) برنامه‌های تلویزیونی‌ای هستند که با محوریت واقعیت و هدف سرگرم‌سازی و نه‌فقط اطلاع‌رسانی، در شرایطی بین واقعیت و خیال تعریف می‌شود. این‌که چه‌مقدار این برنامه‌ها برمبنای داستان‌های ازپیش‌تهیه‌شده باشند یا تماماً برمبنای واقعیتِ تمام پیش بروند، به نوع و هدف‌گذاری این برنامه‌ها برمی‌گردد. ژانرهای مستندگونه‌ها اگر فراتر از محصولات و فیلم‌های رؤیاپردازانهٔ هالیوود نباشند، از آن‌ها کمتر نیستند. گونه‌ای شاخص از این برنامه‌ها به ژانر مسابقات همراه با سرگرمی برمی‌گردد که عده‌ای باید با گذراندن مراحل مسابقه، خود را به مرحلهٔ آخر برسانند.
در ایران برنامه ای مانند جوکر یک ریلتی شو است

## برنامه‌های نمونه
برای مثال برنامه «آمریکن آیدل» نمونهٔ شاخص از این سبک است که در آن افراد مختلف از سراسر جهان با آواز خواندن به رقابت با یکدیگر می‌پردازند و سرانجام یک نفر از میان انبوهی شرکت‌کننده برگزیده می‌شود فقط قسمت آخر فصل اول این سریال پنجاه میلیون بیننده داشت تعداد بیننده‌ای که بسیار فراتر از بینندگان سریالهای تلویزیونی می‌باشد. می‌توان گفت از سال ۲۰۰۰ به بعد این گونه برنامه‌ها دچار تغییر اساسی شد هزینه‌های زیادی برای این برنامه‌ها خرج شد به‌طوری‌که از بهترین متخصصان و روانشناسان و حتی مشاهیر هالیوود در این برنامه‌ها استفاده می‌شود.
همچنین برنامه‌هایی که تحت‌عنوان «دوربین مخفی» ساخته میَ‌شوند، واقع‌نما هستند.
سرزمین دانایی نخستین برنامه در تلویزیون ایران است که در ژانر سریال‌های واقع‌نما ساخته شد.